# 차차차 (웹툰)
차차차는 한나가 네이버 웹툰에서 연재 했던 차를 소재로 한 웹툰이다. 총 86화이며 2013년 1월 9일 프롤로그부터 시작했다.

## 줄거리
웹툰 속 '고운 다실'이라는 찻집에서 주인공 '김한'이 차에 대해 알아가고 배워가는 이야기이다.

## 등장인물
- 김한 : 주인공, 고운 다실이라는 찻집에서 아르바이트 중
- 이자여 : 김한 보다는 나이가 많고 고운 다실 찻집에서 일을 하고 있는 직원
- 유아씨 : 고운 다실 찻집을 운영하는 사장, 고운 다실 건물 위 한복집을 운영
- 학도 : 고운 다실 찻집에서 일을 하고 잇는 직원, 김한과는 동갑
- 이지예 : 학도를 좋아하고 있는 고운 다실 찻집 단골 손님
- 유민지 : 이지예의 친구, 고운 다실 찻집 손님
- 오여진 : 이지예의 친구, 고운 다실 찻집 손님
- 석삼희 : 김한과 같은 학교를 다니는 친구
- 김두식 : 김한과 같은 학교를 다니는 친구
- 신위 : 유아씨의 대만 친구

## 같이 보기
- 차 (음료)
- 찻집
- 한복